# Myrmecodia oksapminensis
Myrmecodia oksapminensis är en måreväxtart som beskrevs av Anthony Julian Huxley och Jebb. Myrmecodia oksapminensis ingår i släktet Myrmecodia och familjen måreväxter. Inga underarter finns listade i Catalogue of Life.